# Naso tuberosus
Naso tuberosus és una espècie de peix pertanyent a la família dels acantúrids.

## Descripció
- Pot arribar a fer 60 cm de llargària màxima.
- 5 espines i 26-29 radis tous a l'aleta dorsal i 2 espines i 26-28 radis tous a l'anal.
- Presència de petites taques negroses.
- Els adults tenen una protuberància bulbosa grossa a la part davantera del musell.[2][3]

## Alimentació
Menja principalment algues del gènere Caulerpa.

## Hàbitat
És un peix marí i d'aigua salabrosa, associat als esculls i de clima tropical.

## Distribució geogràfica
Es troba a l'Índic occidental (Moçambic, Maurici, Reunió i les Seychelles) i el Pacífic occidental central (Guam i Austràlia).

## Observacions
És inofensiu per als humans.